# Sazaník Raulstonův
Sazaník Raulstonův (Calycanthus x raulstonii) je kříženec dvou druhů sazaníku, vzniklý v kultuře. Byl vytvořen v roce 1991 zkřížením sazaníku čínského a sazaníku květnatého. Je dosud jen vzácně pěstován jako atraktivní okrasný keř.

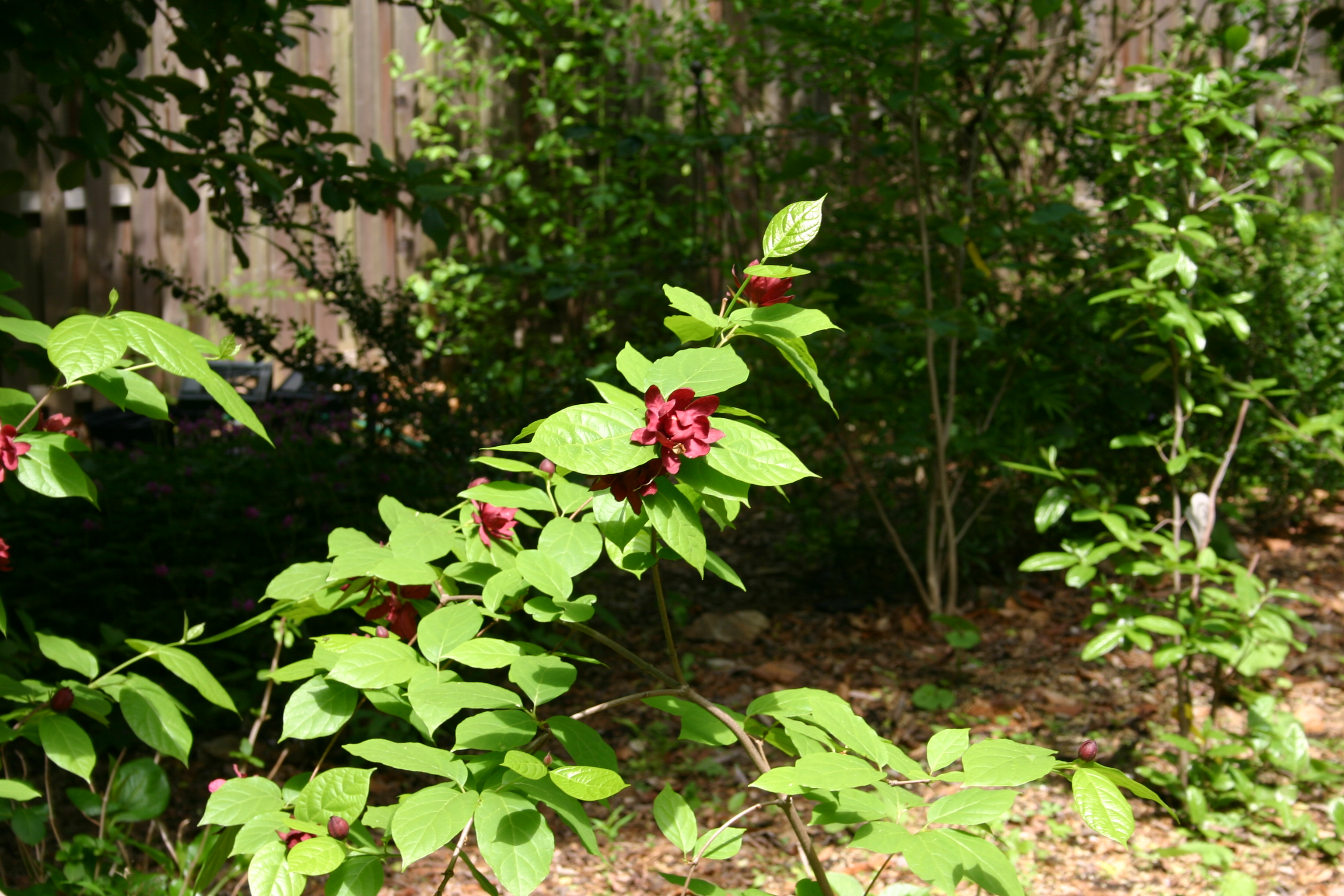
Sazaník Raulstonův 'Hartlage Wine'

## Popis
Sazaník Raulstonův je zaobleně vzpřímený opadavý keř, dorůstající výšky 2,5 až 3 metry. Listy jsou jednoduché, vstřícné, poněkud kožovité, vejčité až eliptické, nepravidelně zubaté, až 18 cm dlouhé. Na líci jsou drsné, na rubu chlupaté. Na podzim se zbarvují do žluta. Květy jsou vínově červené, vonné a dosahují průměru až 7,5 cm. Kvete od května až do září.

## Původ
Sazaník Raulstonův je kříženec, který vznikl v kultuře v roce 1991 zkřížením sazaníku čínského se severoamerickým sazaníkem květnatým. Tato nová hybridizace byla uskutečněna studentem Richardem Hartlagem v arboretu při Severokarolínské státní univerzitě pod vedením J. C. Raulstona a byla publikována v roce 2001, několik let po Raulstonově smrti. Protože v té době byl sazaník čínský ještě řazen do samostatného monotypického rodu Sinocalycanthus, vzniklý hybrid byl považován za mezirodový a získal poněkud krkolomné jméno ×Sinocalycalycanthus raulstonii 'Harlage Wine'. Později byl na základě výsledků fylogenetických studií sazaník čínský přeřazen do rodu Calycanthus a hybrid získal jméno Calycanthus x raulstonii 'Harlage Wine'.

## Význam
Sazaník Raulstonův je pěstován jako atraktivní okrasná dřevina s nápadnými květy. V České republice se zatím pěstuje vzácně. Je uváděn pouze ze sbírek Pražské botanické zahrady v Tróji. Mimo kultivaru 'Hartlage Wine' z prvotního šlechtění byly již vypěstovány některé další kultivary, zejm. 'Solar Flare' se středem květu žlutě zbarveným.

## Pěstování a množení
Sazaník Raulstonův vyžaduje středně vlhkou půdu a chráněné, slunné nebo polostinné stanoviště. Na kvalitu půdy není příliš vybíravý a roste i v jílovité či písčité půdě, nejlépe však roste v bohatších půdách. V zimě vyžaduje ochranu před ledovým větrem.
Rostlina netvoří semena a je proto možno ji množit pouze vegetativně.